# زردآلو
زردآلو (نام علمی: Prunus armeniaca) یک گونه از خانواده گلسرخیان است. این درخت کوچک که میوه آن خوراکی است از دوران پیش‌تاریخی کشت می‌شده‌است، به برگه زردآلو خشک شده ترشاله(نام آن در برخی مناطق ایران تفتاله است) می‌گویند. گاهی زردآلو برای مصرف به ترشاله تبدیل می‌شود و در ساخت لواشک به کار می‌رود.

## هسته زردآلو
زردآلو منبع عالی بتاکاروتن است که در بدن به ویتامین آ تبدیل می‌شود و به سلامتی چشم‌ها، پوست، مو، دهان و … کمک می‌کند؛ و به بدن برای مبارزه با عفونت‌ها یاری می‌رساند. این میوه به صورت خشک شده، کمپوت و تازه مصرف می‌شود. هسته آن داری آمیگدالین است این ماده وقتی در مقادیر زیاد مصرف شود سمی است. اگرچه زردآلو به عنوان یک مکمل طبیعی شناخته می‌شود اما مصرف بیش از حد هسته آن مضر است. بیش از ۱ یا ۲ عدد از این هسته‌ها را در طی روز مصرف نکنید؛ زیرا مشکلات معده و تهوع ایجاد خواهد کرد و مصرف مقادیر بسیار زیاد آمیگدالین، کشنده است. (مغز تلخ هسته زردآلو مضراتی دارد در صورتیکه مغز شیرین آن مفید و مقوی می‌باشد)

## مضرات ب ۱۷ و مغز تلخ هسته زردآلو
هسته زردآلو (همچون بسیاری از گیاهان دیگر) حاوی مقدار کمی سیانور به شکل سیانید هیدروژن است اما مصرف آن در مقادیر معمول خطری ندارد. اما در اروپا آژانس استانداردهای غذایی (FSA) هشدار رسمی مبنی بر اینکه مردم باید از خوردن این هسته‌ها خودداری وجود دارد، دلیل این است که هسته‌های زردآلو که حاوی سطح بالایی از سیانید هستند می‌توانند کُشنده باشند. آژانس استانداردهای غذایی (FSA) اعلام کرده‌است: «ما هشدار می‌دهیم که هسته‌های تلخ زردآلو اصلاً نباید خورده شوند، چون نوعی ماده طبیعی در این هسته‌ها وجود دارد که بعد از خورده شدن به سیانید تبدیل می‌شود.». ویتامین B۱۷ موجود در هسته‌های زردآلو بعد از خورده شدن به سم مرگ‌باری تبدیل می‌شود و مزیتی برای انسان‌ها ندارد. گزارش‌های منتشرشده نشان می‌دهند که فقط بیش از ۳۰ عدد هسته زردآلو برای کُشتن یک انسان سالم کافی است. حتی کسانی که در یک وعده بین ۱۰ تا ۱۵ عدد هسته زردآلو نیز بخورند نیز با عوارض جانبی نگران‌کننده مواجه می‌شوند. علائم مسمومیت ناشی از سیانید، شامل این موارد می‌شود: تهوع، سردرد، تب، تشنگی، بی‌خوابی، اُفت فشار خون و حتی مرگ در موارد  خیلی شدید. هسته این میوه حاوی آمیگدالین است که در بدن به تولید ماده‌ای تحت عنوان سیانید می‌انجامد که مانند سیانور عمل کرده و ممکن است در افراد اختلال تنفسی، فلج و حتی مرگ را منجر شود. در نتیجه خوردن هستهٔ بیشتر از ۲ زردآلو در روز کارِ درستی نیست.
هسته زردآلو حاوی آمیگدالین (معروف به ویتامین ب ۱۷) است که به عنوان یک داروی ضد سرطان در بین عوام مشهور شده بود که بعدها در تحقیقات مشخص شد کوچک‌ترین تأثیری بر سرطان ندارد، اما در سال‌های ۱۸۴۵ در روسیه و همچنین ۱۹۲۰ در آمریکا برای درمان سرطان استفاده شده‌ است ولی هیج مدرکِ علمی که تأثیرگذاری آمیگدالین را در درمان سرطان یا هر بیماری دیگری تأیید کند به دست نیامده است. گفته می‌شد، یک تحقیق جانوری در گذشته نشان داده که آمیگدالین رشد سرطان در جانوران را کاهش می‌دهد و گسترش تومور در ریه را متوقف می‌کند اما تحقیق‌های متعدد پس از آن چنین چیزی را نشان نداده‌است. با توجه به نبود مدرک در مورد هرگونه اثر درمانی و همچنین داشتنِ عوارض جانبیِ جدی، در اتحادیه اروپا و ایالات متحده، فروش آمیگدالین حتی ممنوع شده‌ است. از جمله در یک آزمایش کلینیکی بر روی ۱۷۸ بیمار سرطانی که با آمیگدالین (در بین عوام مشهور به ب ۱۷) مورد درمان قرار گرفتند اندازه تومور سرطانی در تمامی آن‌ها به جز یک نفر حتی بزرگتر شد، و برخی از آن‌ها نیز، دچار عوارض جانبیِ خطرناکِ نزدیک به مرگ، به دلیل بالا رفتن سطح سیانور در خون شدند

## بزرگترین تولیدکنندگان زردآلو در جهان

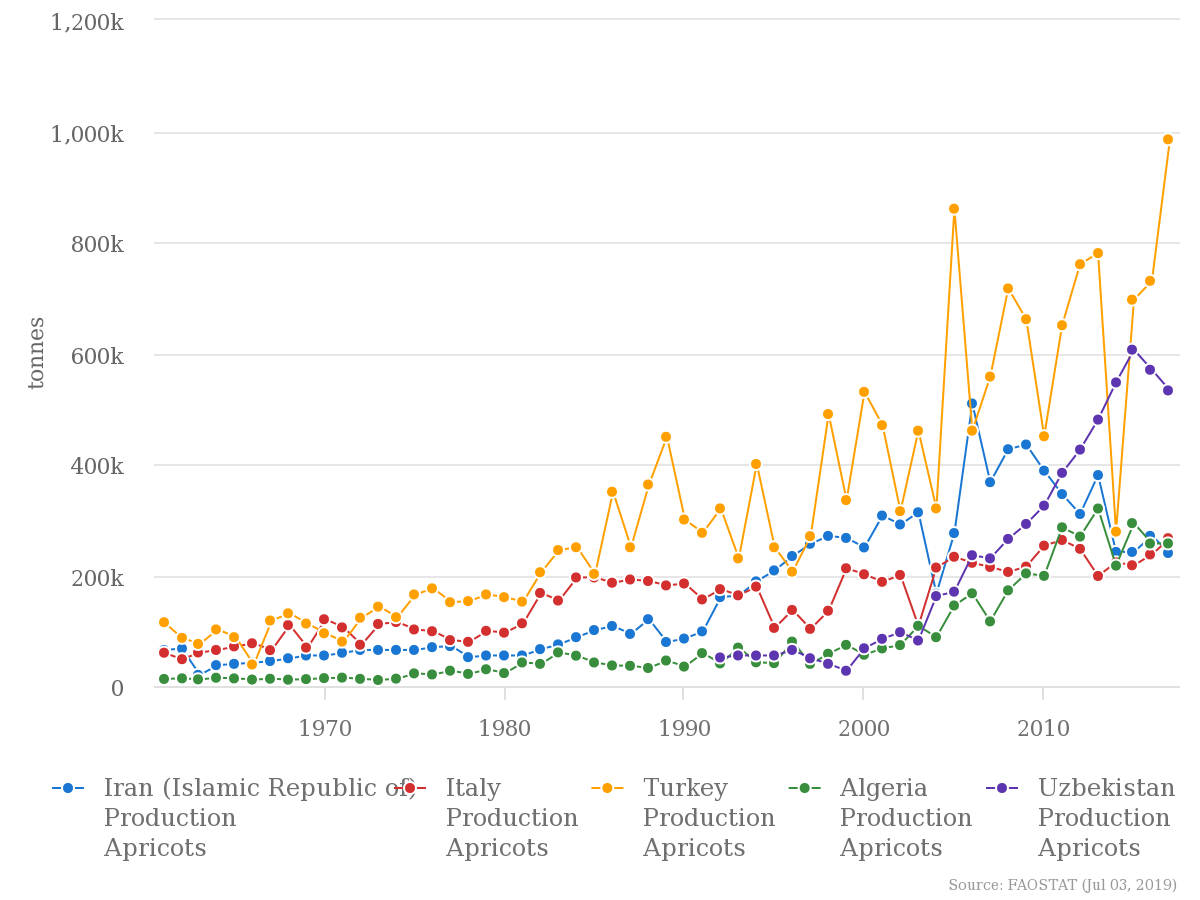
مقایسه روند تولید سالیانه زردآلو در ایران و سایر کشورهای اصلی تولیدکننده - نمودار نشان می‌دهد ایران از رتبه دوم به رتبه پنجم تولید این محصول نزول کرده‌است.

تولید زردآلو در سال ۲۰۲۰ برابر ۳٫۷۲ میلیون تن بوده‌است که ترکیه با ۲۲٪ بیشترین سهم را در تولید این محصول داشته‌است. سایر تولیدکنندگان اصلی این محصول ازبکستان، ایتالیا، الجزیره و ایران می‌باشند.
| Apricot production (tonnes)     | Apricot production (tonnes) |
| Country                         | 2017                        |
| ------------------------------- | --------------------------- |
| ترکیه                           | ۸۳۰٬۰۰۰                     |
| ازبکستان                        | ۵۳۰٬۰۰۰                     |
| ایران                           | ۳۳۰٬۰۰۰                     |
| الجزایر                         | ۱۹۰٬۰۰۰                     |
| ایتالیا                         | ۱۷۰٬۰۰۰                     |
| World                           | ۳٬۷۲۰٬۰۰۰                   |
| Source: FAOSTAT, United Nations |                             |

## نگارخانه

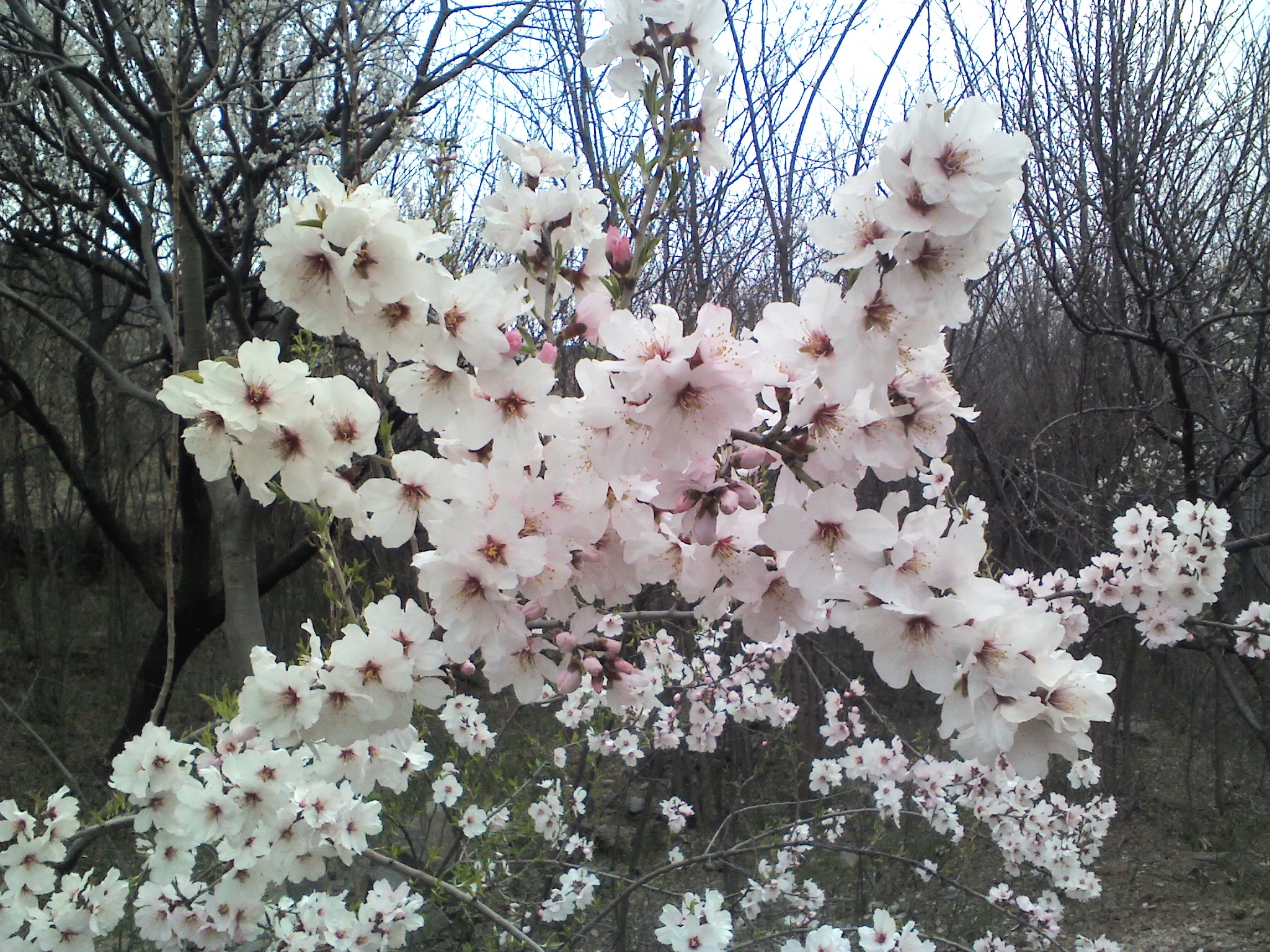
شکوفه درخت زردآلو
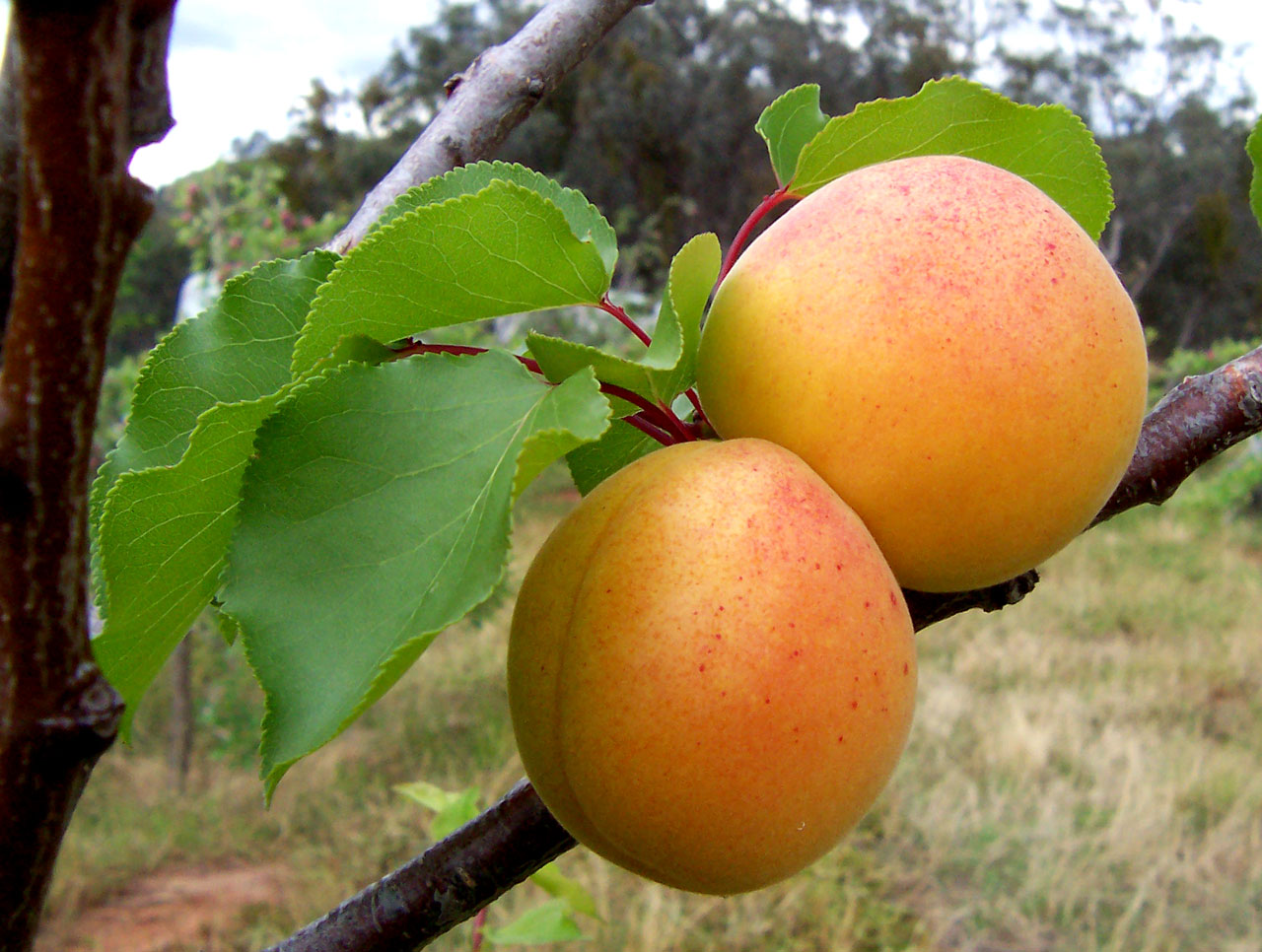
تصویری از درخت و میوۀ زردآلو در روستای ییلاقی ایرا، لاریجان
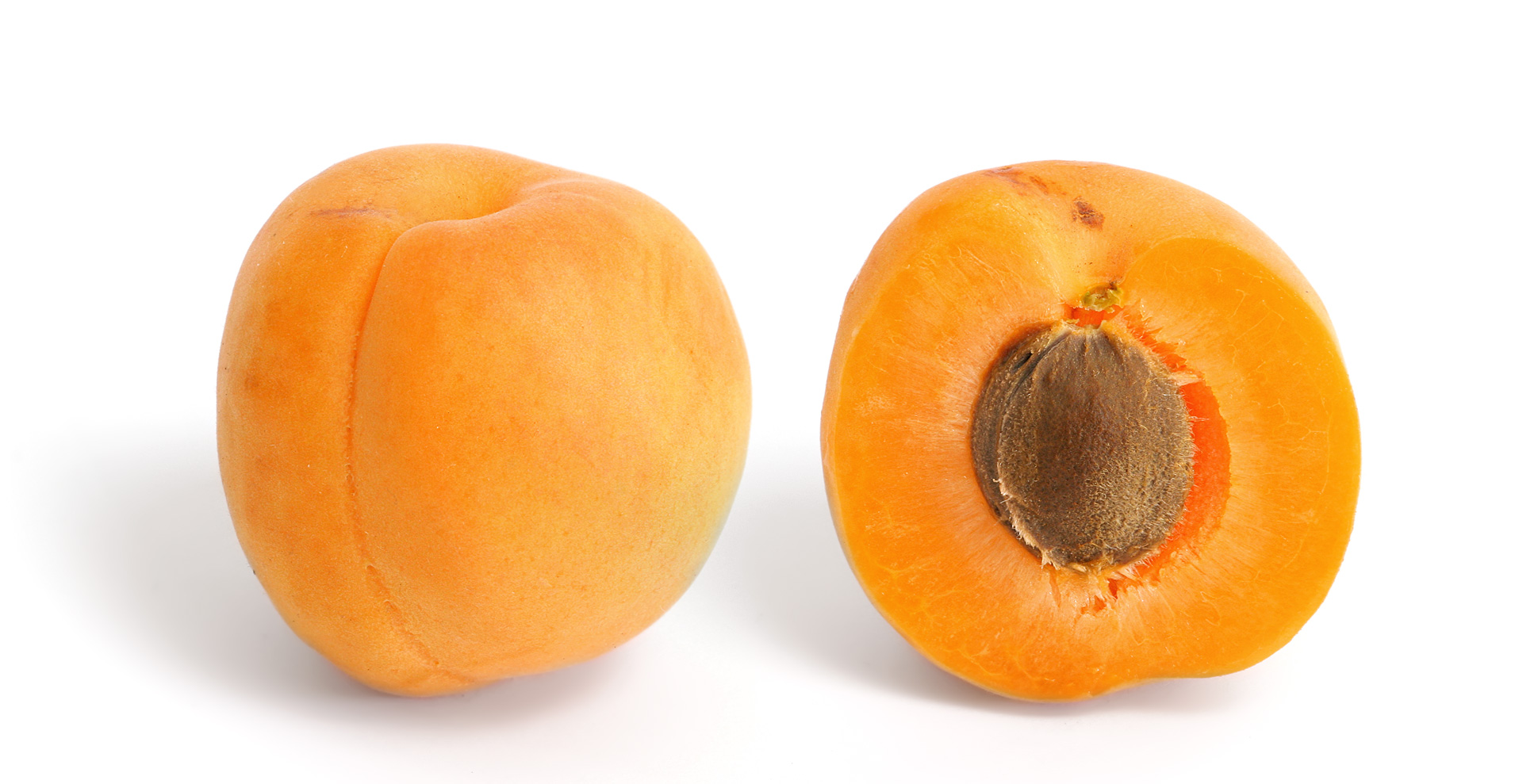
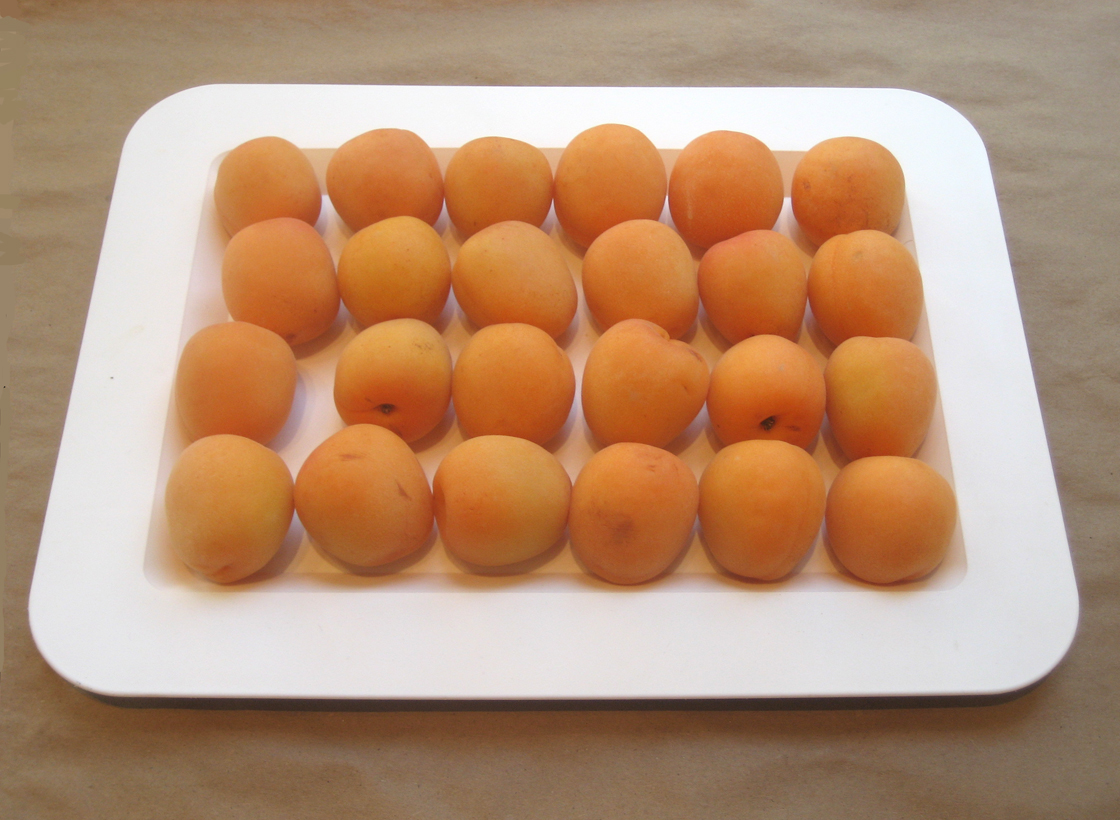
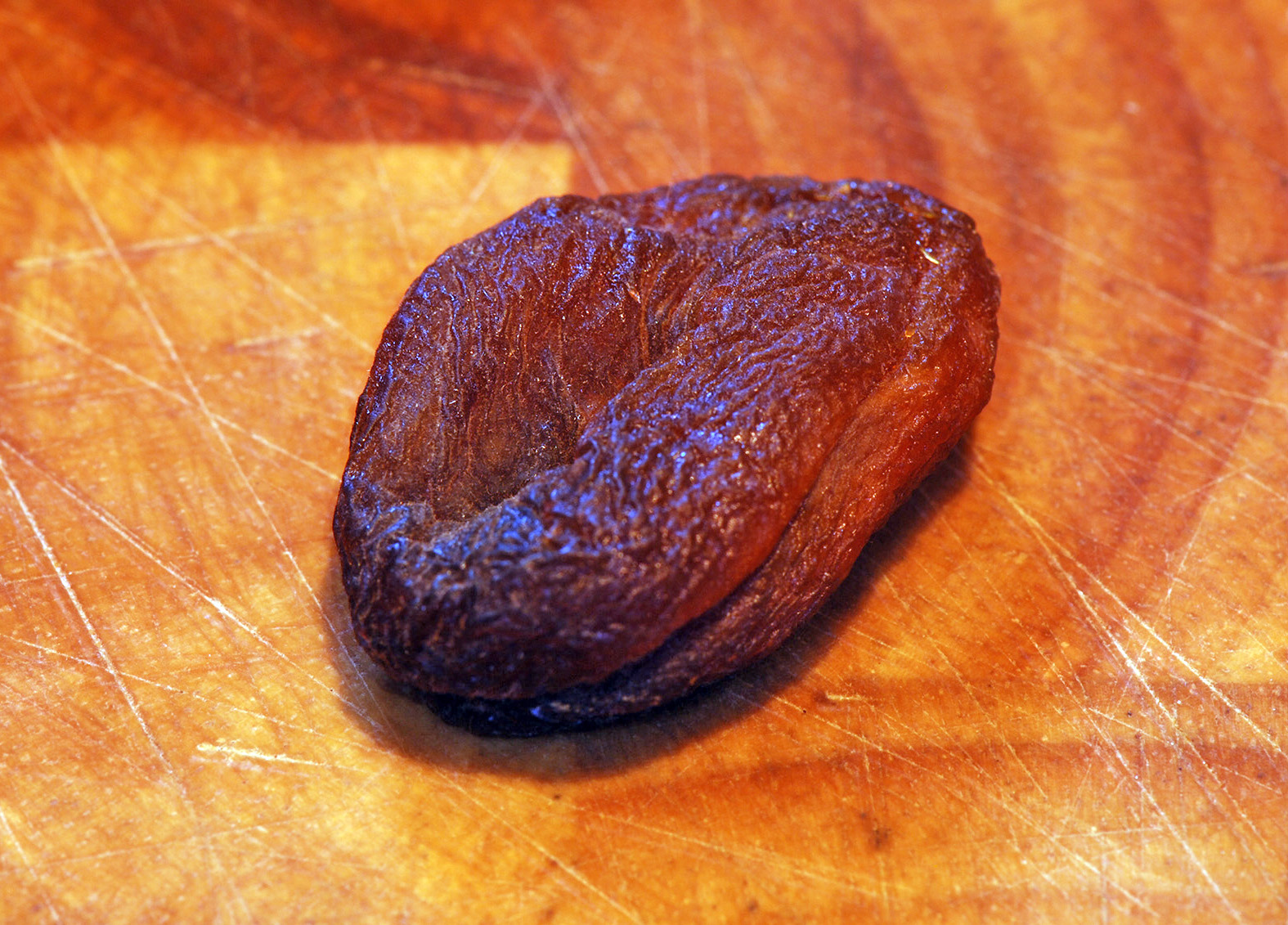
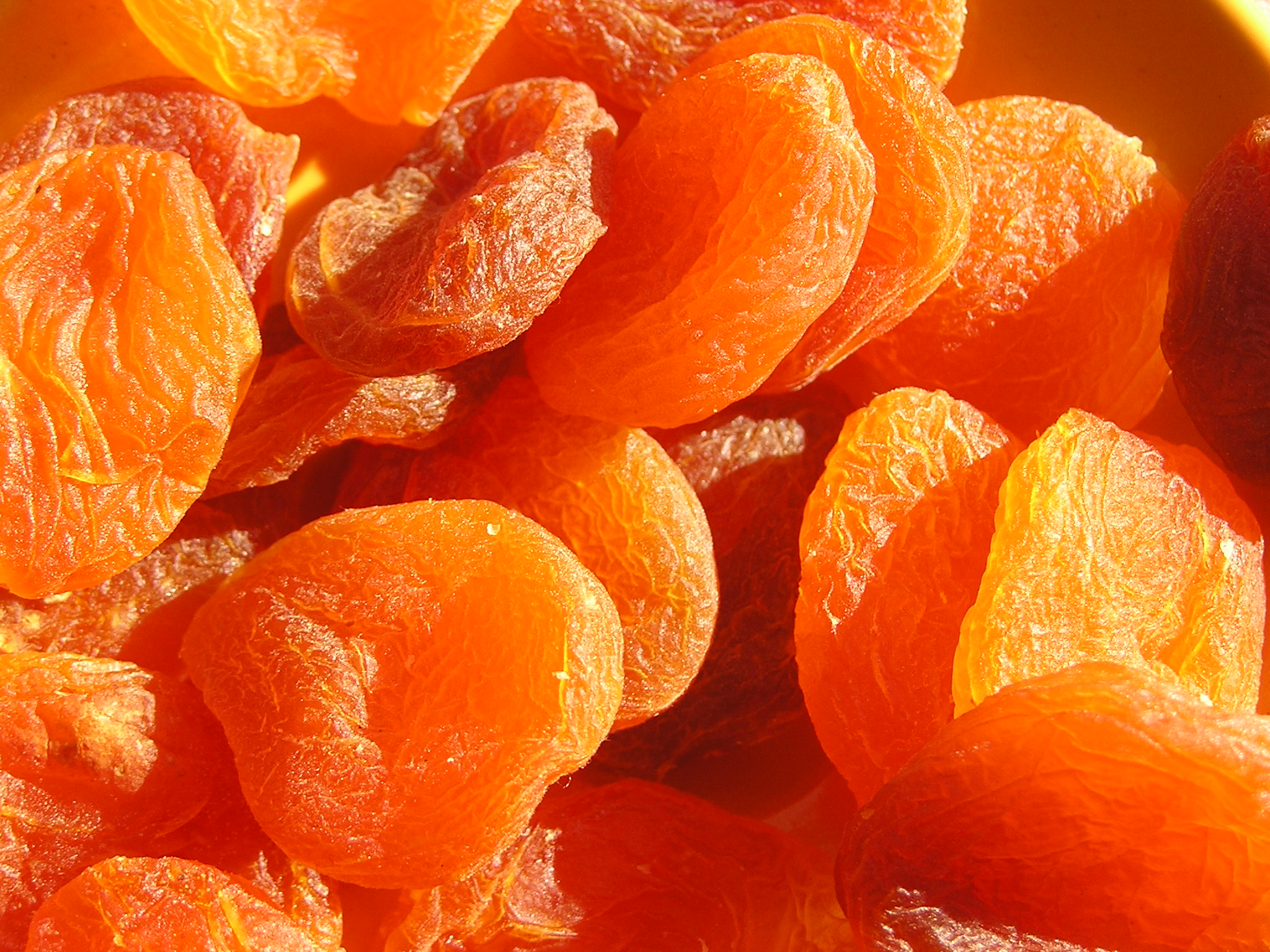
زردآلوی خشک‌شده